# Język yoke
Język yoke (a. jauke, yauke, yoki), także: bitovondo, pauwi – język używany w prowincji Papua w Indonezji, we wsi Mantarbori (kabupaten Sarmi). Według danych z 1998 r. posługuje się nim 200 osób.
Jego przynależność lingwistyczna jest nieustalona. Wraz z pobliskim językiem warembori bywa włączany do samodzielnej rodziny języków papuaskich (nieaustronezyjskich) – Lower Mamberamo. Z warembori dzieli 1/3 słownictwa (przebadano 200 słów). Jednakże warembori może być językiem austronezyjskim, który uległ silnej przemianie pod wpływem kontaktów z językami papuaskimi. Na poziomie typologii oba języki wykazują wiele cech właściwych dla okolicznych języków austronezyjskich, choć nie dają się jednoznacznie z nimi powiązać.
Nie wykształcił piśmiennictwa.